# Hełmik okrągławy

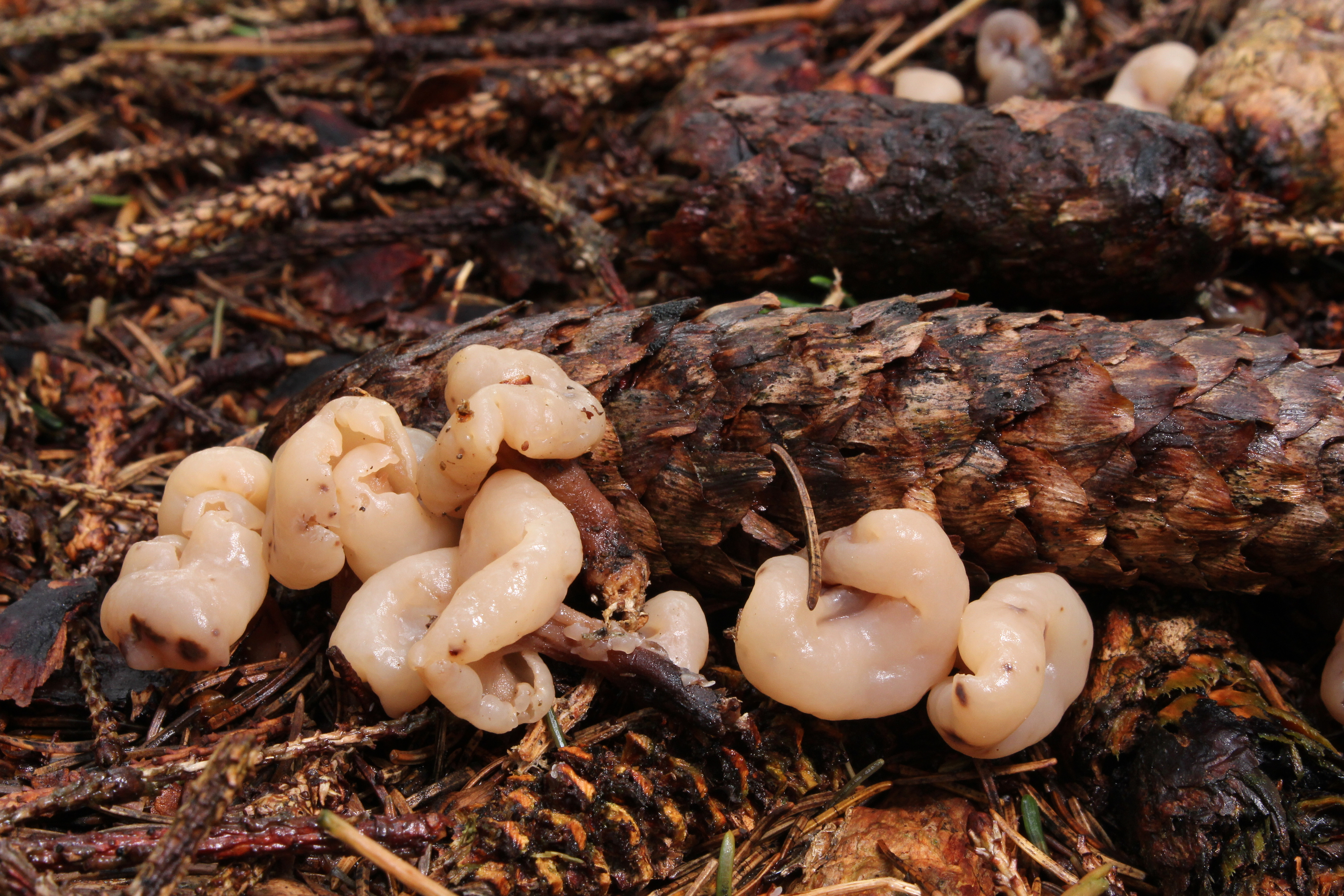

Hełmik okrągławy (Cudonia circinans (Pers.) Fr.) – gatunek grzybów z rodziny Cudoniaceae.

## Systematyka i nazewnictwo
Pozycja w klasyfikacji według Index Fungorum: Cudonia, Cudoniaceae, Rhytismatales, Leotiomycetidae, Leotiomycetes, Pezizomycotina, Ascomycota, Fungi.
Po raz pierwszy takson ten zdiagnozował w 1797 r. Christian Hendrik Persoon nadając mu nazwę Leotia circinans. Obecną, uznaną przez Index Fungorum nazwę nadał mu w 1849 r. Elias Fries, przenosząc go do rodzaju Cudonia. 
Niektóre synonimy naukowe:
- Cudonia circinans (Pers.) Fr. 1849, var. circinans
- Leotia circinans Pers. 1797
- Leotia gracilis (Pers.) Sacc. 1889

Nazwa polska według A. Chmiel. 

## Morfologia
Kapelusz
Kulistawy o silnie podwiniętym brzegu, pośrodku nieco wgłębiony; blady, ochrowoczerwonawy; do 2cm średnicy.
Trzon
Zabarwiony podobnie jak kapelusz, jedynie u podstawy czerwonobrązowy lub bladofioletowy; stosunkowo długi albo trochę spłaszczony; do 3 cm wysokości i 5 cm grubości.
Miąższ
Jędrny, w kapeluszu nieco chrząstkowaty, bez zapachu, o łagodnym smaku.

## Występowanie i siedlisko
W Polsce gatunek rzadki. Znajduje się na Czerwonej liście roślin i grzybów Polski. Ma status V – gatunek zagrożony wyginięciem. 
Występuje w gęstych czarcich kręgach w górskich, trawiastych lasach świerkowych.